# Rugby-Bundesliga 2004/05
Die Rugby-Bundesliga 2004/05 ist die 34. ihrer Geschichte. 8 Mannschaften spielten um die deutsche Meisterschaft im Rugby. Meister wurde in einem Endspiel zwischen den beiden Tabellen-Ersten der Deutsche Rugby-Club Hannover (DRC Hannover).

## Abschlusstabelle
| Pl. | Verein               | Sp | Punkte  | Dif  | Pkt |
| 1.  | TSV Handschuhsheim   | 14 | 535:204 | +331 | 38  |
| 2.  | DRC Hannover         | 14 | 481:161 | +320 | 38  |
| 3.  | RG Heidelberg        | 14 | 521:175 | +346 | 34  |
| 4.  | SC Neuenheim         | 14 | 394:222 | +172 | 34  |
| 5.  | Berliner Rugby Club  | 14 | 409:331 | 0+78 | 26  |
| 6.  | TSV Victoria Linden  | 14 | 134:523 | −389 | 20  |
| 7.  | Rugby Klub 03 Berlin | 14 | 193:515 | −322 | 16  |
| 8.  | SC Germania List     | 14 | 124:660 | −536 | 16  |

TSV Victoria Linden wurden wegen Verstoßes gegen Lizenzauflagen 2 Punkte abgezogen.
Absteiger: SC Germania List, Rugby Klub 03 Berlin 

Aufsteiger: Spielgemeinschaft DSV 1878 Hannover/SV 1908 Ricklingen, Heidelberger RK

## Endspiel
18. Juni 2005 in Hannover: DRC Hannover – TSV Handschuhsheim 21:9